# Stenospermation densiovulatum
Stenospermation densiovulatum är en kallaväxtart som beskrevs av Adolf Engler. Stenospermation densiovulatum ingår i släktet Stenospermation och familjen kallaväxter.
Artens utbredningsområde är Ecuador. Inga underarter finns listade.